# کریتیاس (افلاطون)
کریتیاس(به یونانی: Κριτίας) در حقیقت دنبالهٔ مکالمهٔ تیمائوس است. این رساله ناتمام است.

## خلاصه مکالمه
پس از پایان سخن تیمائوس نوبت کریتیاس است که داستان جزیرهٔ آتلانتیک را که در زمان کودکی از پدر بزرگ خود سولون شنیده بود، بیان کند. افلاطون یک بار دیگر جزیرهٔ نیکبختان را توصیف می‌کند؛ اگرچه که آتن را هم بر مصر و هم بر آتلانتیس مقدم می‌دارد. خدایان زمین را بین خود تقسیم کرده‌اند، آتن به آتنه و هفایستوس رسید و پوزیئیدون آتلانتیس را گرفت و با دختری ازدواج کرد که ده پسر به دنیا آورد و در پنج جفت. جزیره را بین ده پسر تقسیم کرد و هر یک پادشاه منطقهٔ خود شدند. در ناز و نعمت خود و مردمانشان زندگی می‌کردند «جز قابلیت انسانی هر چیزی را حقیر می‌شمردند ثروت و مال را به دیدهٔ تحقیر می‌نگریستند.» ولی به سبب آمیزش مکرر با آدمیان طبیعت خدایی در آنان ناتوان گشت و طبیعت فانی انسانی بر آن غلبه کرد. بعد از آن دیگر نتوانستند در برابر ثروت و قدرت مقاومت کنند؛ و همه چیز را زیر پا گذاشتند. زئوس خدای خدایان که همیشه طبق قانون حکم می‌راند، وقتی دید که آنان تا این حد پست شدند همه خدایان را جمع کرد.

## مطالعهٔ بیش‌تر
ترجمه فارسی این مکالمه
- افلاطون (۱۳۵۷)، دورهٔ ۷ جلدی آثار افلاطون، ترجمهٔ محمدحسن لطفی، رضا کاویانی، تهران: انتشارات خوارزمی

درباره این مکالمه
- Labarbe, Jules (۱۹۸۹/۹۰). «Quel Critias dans le Timée et le Critias de Platon?». Sacris Erudiri ۳۱: ۲۳۹–۲۵۵.